# Mariano Martín
Mariano Martín Alonso (Dueñas, 20 ottobre 1919 – Cabrils, 9 settembre 1998) è stato un calciatore spagnolo, di ruolo attaccante.

## Carriera

### Club
Cominciò la sua carriera nel Peña Font di Barcellona. Dal 1936 al 1939 giocò nel Sant Andreu, squadra catalana, prima di trasferirsi al Barcellona.
Raggiunse la notorietà giocando come centravanti nel Barcellona, squadra in cui militò tra il 1939 e il 1948. È ritenuto uno dei migliori attaccanti che il team blaugrana abbia mai avuto: comprendendo tutte le partite che ha disputato con il Barcellona, ha collezionato 167 presenze e segnato 188 gol, con una media di 1,12 gol a gara, di cui 123 in competizioni ufficiali e 99 in campionato. I 123 gol ufficiali lo collocano all'undicesimo posto nella classifica dei cannonieri di sempre del Barcellona.
Vinse il Trofeo Pichichi come miglior marcatore della Primera División nella stagione 1942-1943, segnando 32 reti. Durante l'esperienza al Barcellona contribuì con diversi gol decisivi alla conquista della Copa del Generalísimo 1942-43 e del campionato spagnolo 1944-1945.
Il 14 febbraio 1944, al culmine della carriera, Martín subì una gravissima lesione al legamento del ginocchio: il brutto infortunio avvenne durante un'amichevole tra le rappresentative di Catalogna (per la quale stava giocando) e Valencia. Da quell'infortunio non riuscì più a riprendersi completamente e, vista anche l'ascesa dell'altro centravanti César, giocò sempre di meno, fino a lasciare la squadra nel 1948.
Terminata l'esperienza al Barcellona, passò al Gimnàstic de Tarragona, militandovi dal 1948 al 1950, per poi ritornare al Sant Andreu, con cui chiuse la carriera nel 1951.

### Nazionale
Nel 1942, a 22 anni, Martín debuttò nella Nazionale spagnola. Con le Furie Rosse giocò in tutto soltanto tre partite ufficiali, esordendo il 12 aprile 1942 in un match contro la Germania (chiusosi 1-1). Una settimana dopo, il 19 aprile, giocò da titolare contro l'Italia. La sua ultima gara in nazionale fu il 23 giugno 1946 contro l'Irlanda (che vinse 0-1): in quelle tre partite Martín non riuscì a segnare alcun gol.
Come detto, ha giocato anche per la Nazionale catalana: ancora oggi è, insieme a Bojan Krkić, il giocatore che ha segnato di più con la maglia della Selecció, avendo messo a segno sei reti.

## Palmarès

### Club
- Campionato spagnolo: 2

Barcellona: 1944-1945, 1947-1948
- Coppa di Spagna: 1

Barcellona: 1942

### Individuali
- Pichichi: 1

1942-1943 (32 gol)